# Mollis

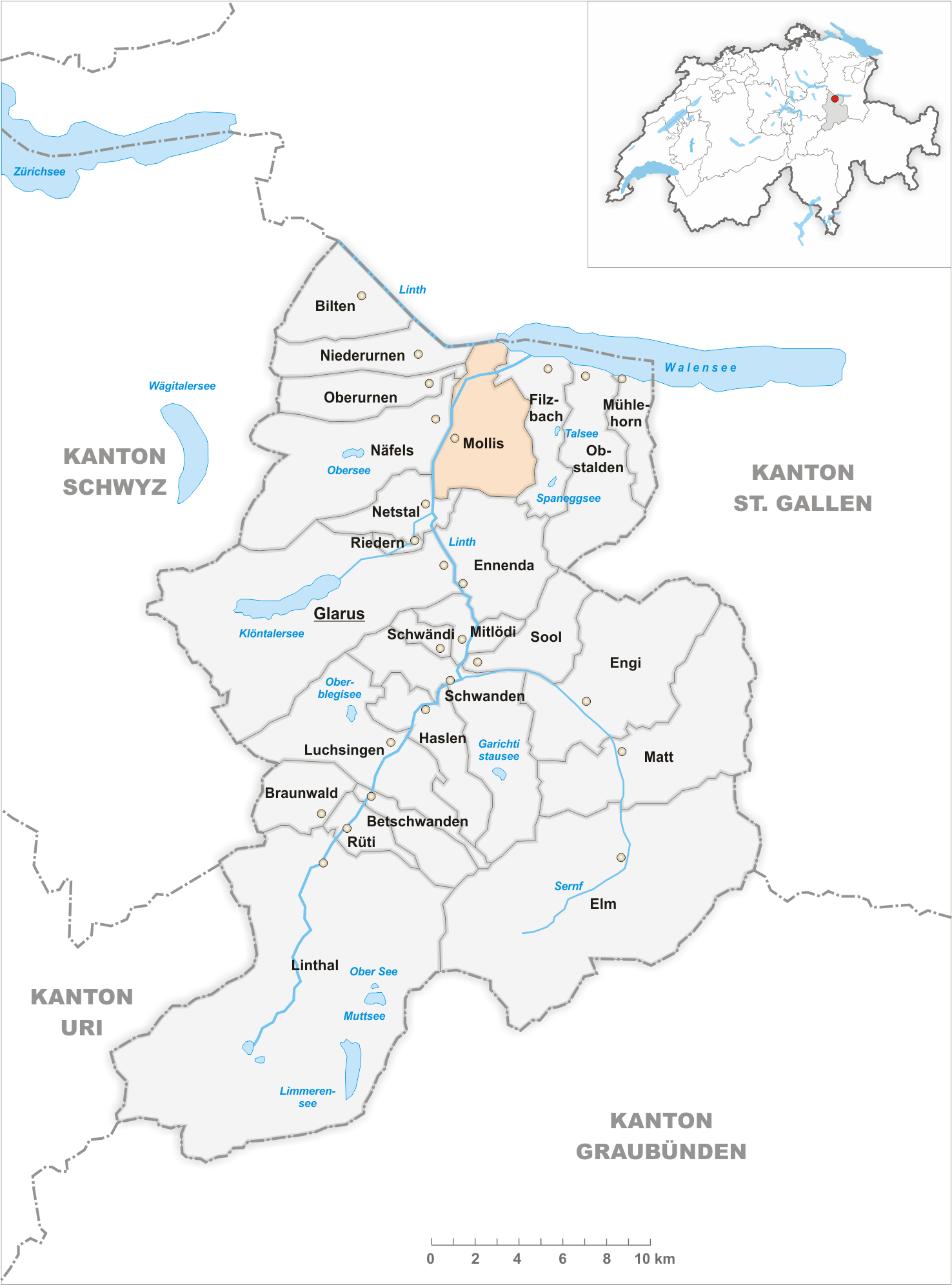
Gemeindestand vor der Fusion am 1. Januar 2011

Mollis, historisches Luftbild von 1919, aufgenommen aus 100 Metern Höhe von Walter Mittelholzer

Blick über Mollis gegen den Glärnisch, 1908

Mollis ist eine ehemalige politische Gemeinde im schweizerischen Kanton Glarus. Seit dem 1. Januar 2011 ist ihr Gebiet Bestandteil der neu gebildeten Gemeinde Glarus Nord.

## Geographie
Mollis liegt im Glarner Unterland und grenzt im Norden an den Linthkanal und den Walensee. Östlich liegt die ehemalige Gemeinde Filzbach, südlich Ennenda, südwestlich Netstal und westlich Näfels, Oberurnen sowie Niederurnen.
Mollis ist der westliche Ausgangspunkt der Kerenzerpass-Strasse, die an der Südflanke des Walensees entlang in Richtung Rheintal führt. An der Kerenzerbergstrasse liegt auch der Weiler Beglingen der seit je her zu Mollis gehört.
Ab Mollis verläuft die Linth im „Escherkanal“.

## Geschichte
Ab dem Jahr 15 v. Chr. herrschten die Römer über das Gebiet des heutigen Mollis, das zuvor von Rätern besiedelt war. Zahlreiche Funde weisen auf die römische Vergangenheit hin, auch der Ortsname, der entweder von mollis (‚weich‘, wegen der sumpfigen Gegend) oder von mola (‚Mühle‘) abgeleitet wird. Um 490 wurden die Römer von den Alemannen verdrängt, die hier ansässig wurden.
Im 9. Jahrhundert erhielt das Kloster Säckingen umfangreichen Grundbesitz im Glarner Land, einiges davon auf dem Gebiet der Gemeinde Mollis. 1288 wurde das Dorf zum ersten Mal schriftlich erwähnt.
1319 wurde eine 1280 erbaute Kapelle zur Kirche erhoben, 1395 wurde die Loslösung vom Kloster Säckingen vollzogen, ab 1444 war Mollis eine von Glarus unabhängige Pfarrei. Der von 1523 bis 1525 amtierende Pfarrer Fridolin Brunner leitete die Reformation ein, die sich aber endgültig erst 1529 durchsetzen konnte. Die heutige Kirche von Hans Ulrich Grubenmann stammt aus dem Jahr 1761.
Im 18. Jahrhundert führten die Baumwollspinnerei und später die Handweberei zu einigem Wohlstand. Während der Zeit der Helvetik (1798–1803) wurde Mollis aufgrund seiner Lage durch kriegerische Auseinandersetzungen und Einquartierungen in Mitleidenschaft gezogen. Das 19. Jahrhundert bringt einen weiteren Ausbau der Textilindustrie (Stoffdruckerei). 1842 wurde als zweite Einrichtung dieser Art im Kanton von Arbeitern die «Aktienbäckerei Mollis» gegründet, später wurde sie eine Genossenschaft. 1852 entstand der erste Schulhausbau und 1859 der Anschluss ans Bahnnetz.
Im Rahmen der Glarner Gemeindereform, die auf einem Landsgemeindebeschluss vom 7. Mai 2006 beruht, wurde Mollis auf den 1. Januar 2011 mit den Gemeinden Bilten, Filzbach, Mühlehorn, Näfels, Niederurnen, Oberurnen und Obstalden zur neuen Gemeinde Glarus Nord fusioniert.

## Wirtschaft, Verkehr
Mollis teilt mit Näfels einen Bahnhof an der Regionallinie Rapperswil – Glarus – Linthal. Der Dorfkern wird vom Glarner Bus (Bilten-/Ziegelbrücke-Niederurnen-Näfels-Mollis-Filzbach-Obstalden-Mühlehorn) bedient. Konzessionärin der Buslinie sind die Schweizerischen Bundesbahnen, die den Transportauftrag an das Busunternehmen Emil Niederer in Filzbach vergibt. Im Norden der Gemeinde liegt der Bahnhof Weesen.
Die Gemeinde hat im Norden über die Anschlussstellen Niederurnen (44) und Weesen (45) der Autobahn A3 Zugang zum Fernstrassennetz. Durch den Ort führt die Hauptstrasse 3 Basel – Castasegna (Graubünden).
In der Ebene befindet sich der Flugplatz Mollis. Auf dem Flugplatz findet alle 3 Jahre (2023..2026 usw.) eine der grössten Flugschauen der Schweiz, die ZigAirMeet statt. Die Veranstaltungen begannen 2009 mit dem Namen Zigermeet, in Anlehnung an den Zigerschlitz. Der Verein Zigermeet löste sich vom Hunterverein und organisierte 2023 eine grosse, zweitägige Airshow unter dem Namen ZigAirMeet.

## Persönlichkeiten

### In Mollis geboren
- Heinrich Loriti, genannt Glarean (1488–1563), Humanist und Universalgelehrter
- Kaspar Schmid (1618–1695), Glarner Landammann und Tagsatzungsgesandter
- Johann Melchior Schuler (1779–1859), evangelischer Geistlicher und Heimatforscher
- Dietrich Schindler (1795–1882), Staatsmann und Kunstsammler
- Emilie Paravicini-Blumer (1808–1885), Aktivistin und Homöopathin
- Friedrich Wilhelm Schindler (1856–1920), österreichischer Unternehmer und Erfinder
- Monica Brügger (* 1932), Architektin
- Daniel Bamert (1941–2018), Maler, Zeichner und Grafiker, Komponist, Schriftsteller
- Dieter Zwicky (* 1957), Schriftsteller

### Mit Mollis verbunden
- Fridolin Brunner (1498–1570), evangelischer Pfarrer und Reformator in Mollis 1523–1525
- Rudolf Leuzinger (1826–1896), Kartograph, wohnte und arbeitete in Mollis 1881–1896
- Fridolin Schuler (1832–1903),  Arzt und erster staatlicher Fabrikinspektor der Schweiz, war von 1855 bis 1877 Arzt in Mollis
- Fritz Zwicky (1898–1974), Physiker und Astronom, Heimatgemeinde und Bestattungsort Zwickys
- Benjamin Mühlemann (* 1979), Politiker (FDP), lebt in Mollis

## Impressionen

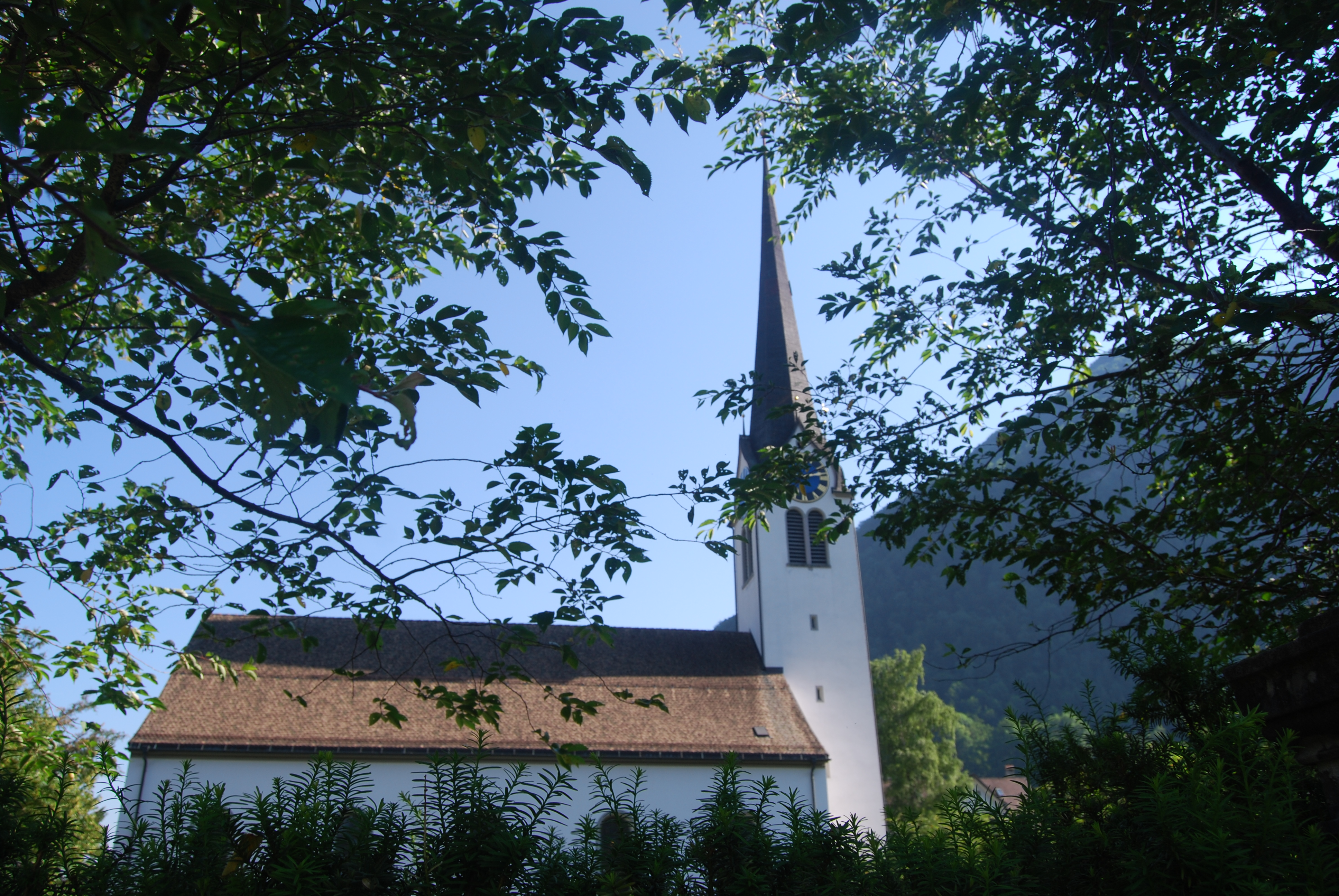
Reformierte Kirche
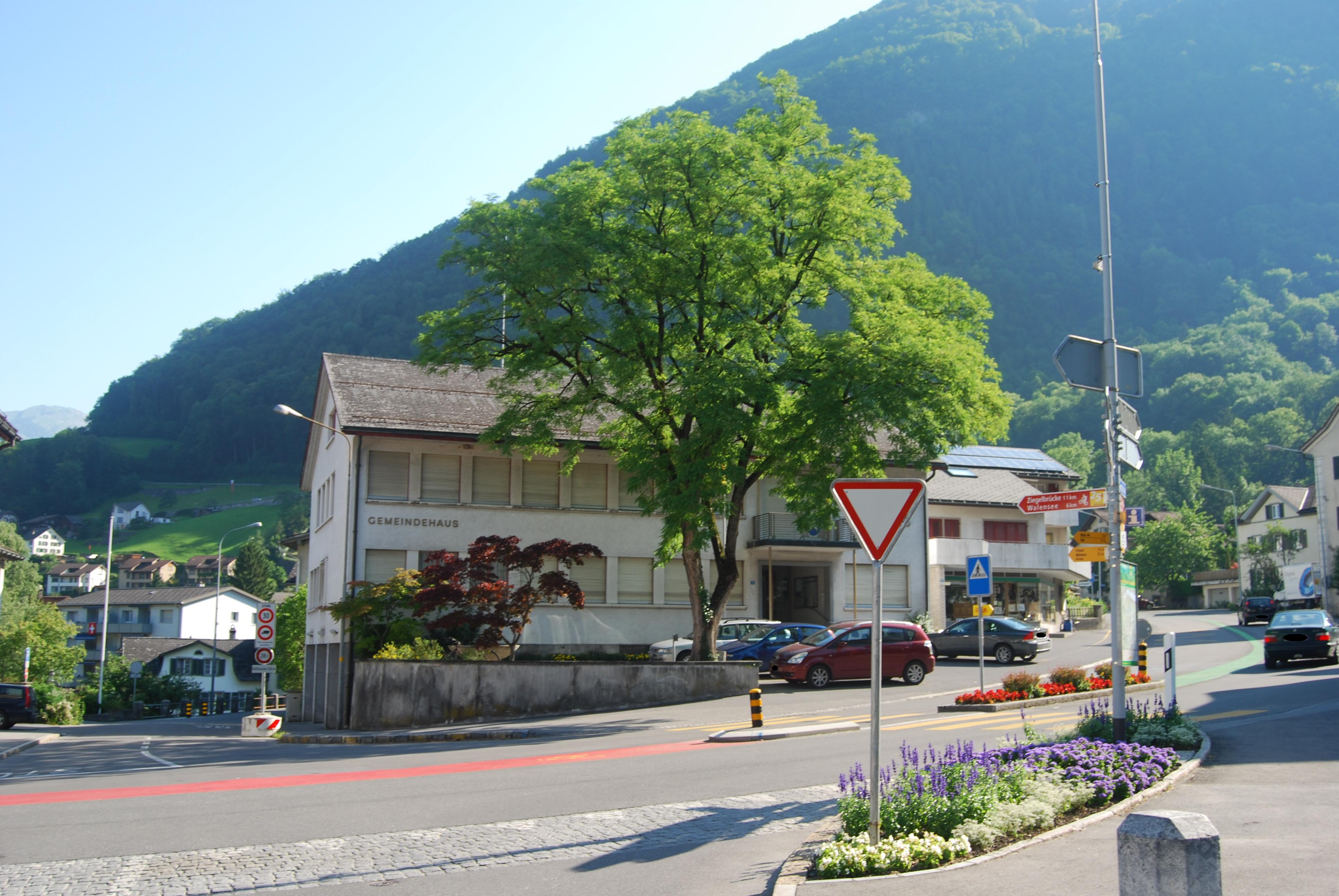
Gemeindehaus Mollis
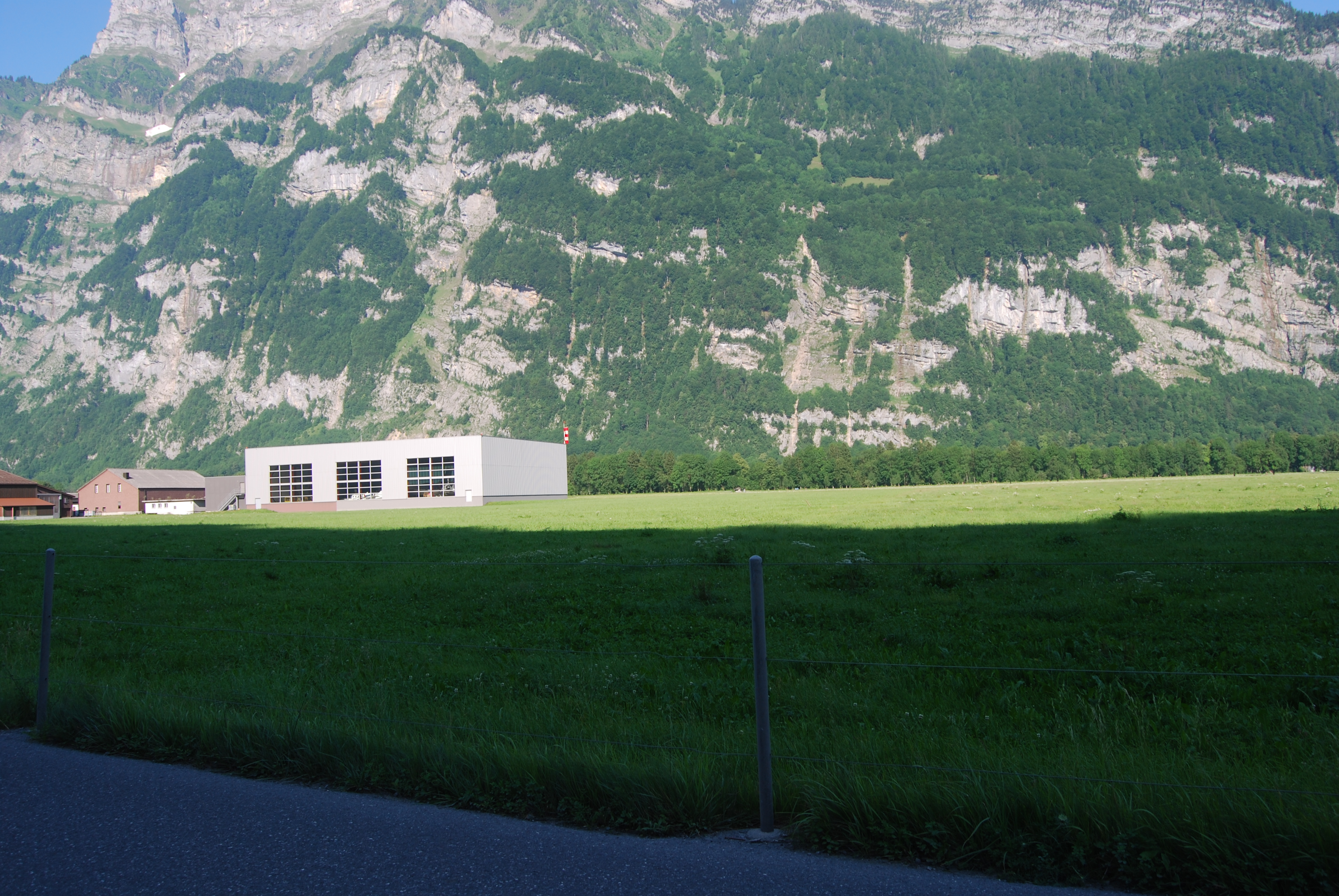
Flugplatz Mollis
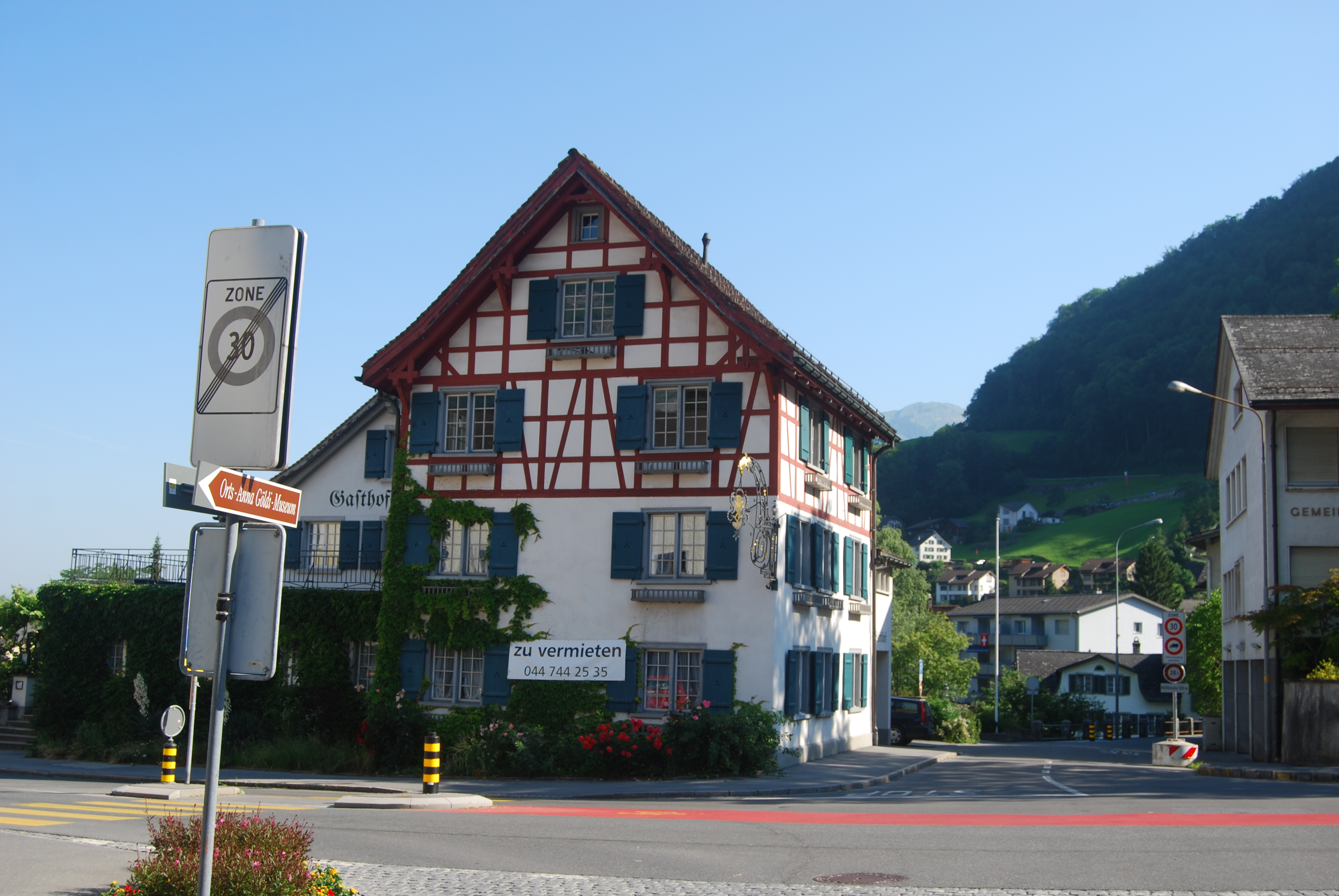
Gasthaus Löwen im Dorfzentrum
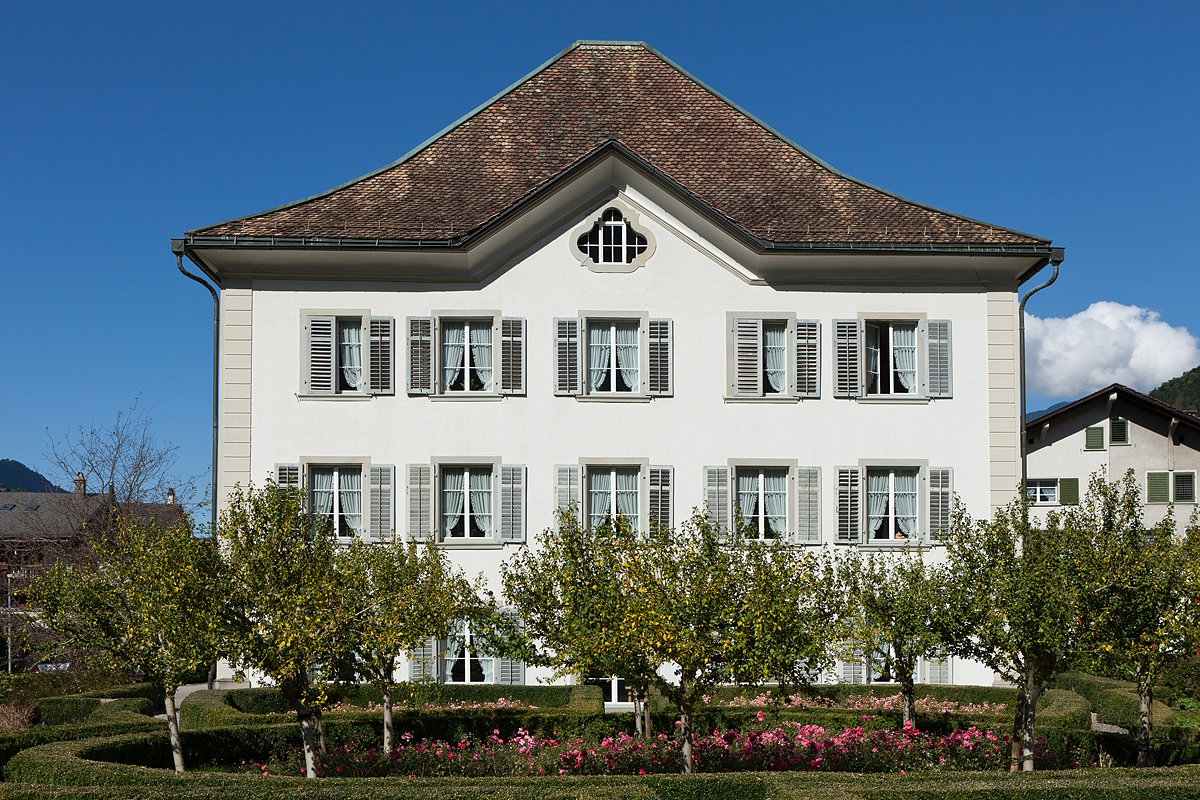
Hof
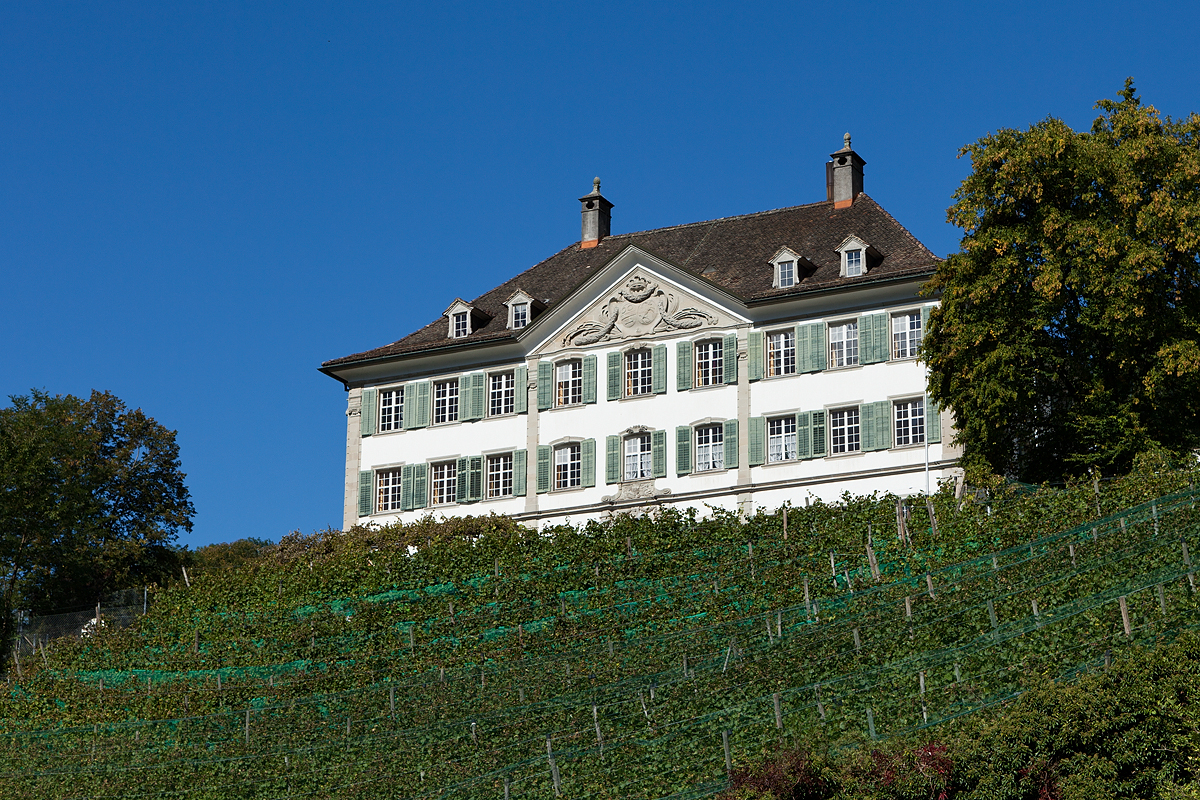
Herrensitz Haltli